# Vovk
VØVK (до 7 травня 2025 VOVK) — український гурт з Києва, що з'явився у 2016 році та поєднує у своїй творчості низку різноманітних музичних стилів, міксуючи постгардкор, стоунер, прогресивний рок та мат-рок.

## Історія
22 травня 2019 року гурт презентував слухачам свій перший повноформатний альбом «Lair», що був номінований на «Найкращий важкий альбом року» за версією The Best Ukrainian Metal Act.
Як запрошені гості у записі взяли участь вже відомі українські музиканти Ігор Сидоренко (Stoned Jesus, Krobak, Voida), Ігор Черепанов (Aghiazma) та Катя Гапочка. Ілюстрації до альбому зробила художниця-абстракціоністка Рене Берген.
У 2021 році вийшов кавер на пісню «Шо з-под дуба» гурту DakhaBrakha.
7 листопада 2022 року гурт випустив подвійний сингл «Tiger | Tyhr» одразу двома мовами: англійською та українською. Вона була створена англійською, проте після успіху каверу на DakhaBrakha, колектив захотів звучати українською.
7 травня 2025 року гурт змінив написання назви гурту з Vovk на Vøvk. «У назві Vovk завжди була лише одна голосна ЛІТЕРА - тепер вона змінилася. Vøvk — нова форма нашого імені. Це простий, але важливий крок, щоб залишатися впізнаваними й вільними.» — зазначив гурт на сторінках своїх соцмереж. 

## Склад
- Олександр Куц — бас, вокал[10]
- Євгеній Хрульов — ударні, перкусія, беквокал
- Єгор Друзенко — гітара, синтезатори

###### Колишні учасники
- Олексій Червоняк — гітара, вокал (до 2019)
- Артем Міняйло — гітара, беквокал (2020—2021)

- Дмитро Красненков — ударні, перкусія (до 2021)

## Дискографія
- 2019 — «Lair»
- 2021 — «Sho Z-Pod Duba»[11]
- 2022 — «Tiger | Tyhr».
- 2025 — «Promin» (feat. Johannes Persson)
- 2025 — «Iskra»